# ساویر، پاکستان
ساویر (به انگلیسی: Sawer) یک روستا در پاکستان است که در پنجاب واقع شده‌است. ساویر ۳۹۴ متر بالاتر از سطح دریا واقع شده‌است.